# Ново-Село (Видинська область)
Но́во-Се́ло (болг. Ново село) — село у Видинській області Болгарії. Адміністративний центр громади Ново-Село.

## Населення
За даними перепису населення 2011 року у селі проживали 1015 осіб.
Національний склад населення села:
| Національність   | Кількість осіб | Відсоток |
| ---------------- | -------------- | -------- |
| болгари          | 918            | 92,5%    |
| цигани           | 64             | 6,5%     |
| турки            | 0              | 0%       |
| інша             | 6              | 0,6%     |
| не визначились   | 4              | 0,4%     |
| Всього відповіли | 992            |          |

Розподіл населення за віком у 2011 році:
Динаміка населення: